# Carniola
La Carniola (in sloveno Kranjska, in tedesco Krain, in friulano Cragn) è una regione storico-geografica collocata tra il Friuli orientale a ovest, la Carinzia a nord, la Stiria, la Croazia e l'Istria a est e sud, che ha costituito il nucleo fondante dell'attuale stato sloveno: la sua capitale storica, Lubiana, è oggi la capitale della Repubblica di Slovenia e rappresenta, assieme all'area circostante, la regione economica più propulsiva del paese nonché il suo centro economico, culturale e politico.
Nei secoli passati, sotto il dominio degli Asburgo, rappresentava la provincia dove la comunità slovena occupava quasi tutto il territorio, eccetto i maggiori centri cittadini, come Lubiana (in tedesco Laibach), Maribor (Marburg an der Drau) e Celje (Cilli), dove prevaleva la cultura dell'etnia tedesca; nella Stiria e nella Carinzia, difatti, la popolazione slovena era, nel complesso, una parte minoritaria insieme ai tedeschi e i nuclei maggioritari si concentravano nelle zone meridionali.

## Storia
La Carniola è stata menzionata per la prima volta da Paolo Diacono nel passo della sua Historia Langobardorum in cui narra le gesta del duca Ratchis: 
(Paulus Diaconus, Historia Langobardorum, Liber VI )

La denominazione "Carniola" viene usata solo in un contesto storico.
Attualmente la regione risulta divisa in
Alta Carniola/Gorenjska (2a),
Carniola interna/Notranjska (2b),
Bassa Carniola/Dolenjska (2c).

Nel 973 è stata inglobata nella Carinzia e nel 1002 è diventata contea. Nel 1335 è passata sotto il dominio degli Asburgo che ne estesero il territorio al litorale carsico e alla parte nord-orientale della penisola istriana.
Nel 1364 venne proclamata Ducato del Sacro Romano Impero (Ducato di Carniola).
Per la prevalenza etnica, come per il suo posizionamento geografico, la regione assunse gradualmente, a partire dal XVI secolo, una posizione di centralità tra i territori popolati da sloveni.
Dopo la prima guerra mondiale la maggior parte della Carniola passò al nuovo Regno di Jugoslavia, mentre la parte occidentale della regione, con le cittadine di Postumia, Iliriska Bistrica, Idria, Vipacco e Sturie fu annessa all'Italia. Con questa scissione, la Carniola cessò di esistere come regione politica. 
Dopo la seconda guerra mondiale passò alla Jugoslavia anche la parte di Carniola precedentemente annessa all'Italia.